# Friedrich Filitz
Friedrich Filitz (* 16. März 1804 in Arnstadt; † 8. Dezember 1876 in Bonn) war ein deutscher Musikwissenschaftler und Komponist.

## Leben
Filitz promovierte in Philosophie und lebte seit 1833 in Berlin, wo er unter anderem als Musikkritiker wirkte. 1841 war er in der engeren Wahl zum Zensor des preußischen Staats, obwohl man Bedenken hatte, er könne mit zu großer Strenge agieren. 1847 zog er nach München, wo sich heute sein kirchenmusikalisch wertvoller Nachlass in der Bayerischen Staatsbibliothek befindet. Durch seine Sammlungen von Kirchenmusik aus dem 16. und 17. Jahrhundert machte er viele vergessene Musikstücke für die Musikpraxis seiner Zeit zugänglich.

## Werke
- Vierstimmiges Choralbuch herausgegeben von Dr F Filitz. Besser, Berlin 1847.
- Ueber einige Interessen der älteren Kirchenmusik. Kaiser, München 1853.